# Kåre Wanscher
Kåre Wanscher (sinh ngày 14 tháng 6 năm 1969 tại Århus) là một tay trống người Đan Mạch trong ban nhạc Michael Learns to Rock và là một luật sư chuyên về ngành sở hữu trí tuệ.
Wanscher tốt nghiệp ngành luật tại trường Đại học Copenhagen vào năm 2005. Hiện ông làm việc tại công ty luật MAQS.
Ông gia nhập ban nhạc Michael Learns to Rock với tư cách là một tay trống vào năm 1988 - Đó cũng là năm ban nhạc thành lập.